# Kungs
Kungs, pseudonimo di Valentin Brunel (Tolone, 17 dicembre 1996), è un disc jockey francese.
Ha raggiunto la notorietà internazionale nel 2016 grazie al remix del singolo This Girl.

## Biografia
Cresciuto con le influenze musicali dei The Who e dei The Kooks, ha iniziato a svolgere la sua attività di disc jockey professionalmente nel 2014, realizzando dei remix di Jamming di Bob Marley, di West Coast di Lana Del Rey, di Bonnie & Clyde di Serge Gainsbourg e di Clocks dei Coldplay. Dopo aver lasciato la scuola inizia la sua carriera da disc jockey a 13 anni. Il suo remix più importante, tuttavia, è stato quello per il brano di Axwell & Ingrosso On My Way, intitolato To Describe You, realizzato in collaborazione con Mozambo e inserito nella compilation Hed Kandi: Tropical House.
Ha raggiunto il successo internazionale nel 2016 grazie al remix del singolo del 2009 This Girl del gruppo australiano Cookin' on 3 Burners, che ha raggiunto la vetta della classifica di vendite in Francia, Germania, Belgio (Vallonia) e Portogallo e ottimi riscontri in tutti i paesi europei e in Australia. In Italia ha vinto il Coca Cola Summer Festival. Nel 2017 pubblica il suo nuovo singolo More Mess feat. Olly Murs e Coely. Il 22 giugno 2018 ha pubblicato il suo nuovo brano Be Right Here feat. GOLDN. Il 29 novembre 2019 pubblica un nuovo singolo Paris, quest'ultimo con sonorità minimal.

## Discografia

### Album in studio
- 2018 – Layers
- 2022 – Club Azur

### Raccolte
- 2023 – The Complete Collection

### Singoli
- 2015 – To Describe You (con Mozambo feat. Molly)
- 2015 – We'll Meet Again
- 2016 – This Girl (feat. Cookin' on 3 Burners)
- 2016 – Don't You Know (feat. Jamie N Commons)
- 2016 – I Feel So Bad (feat. Ephemerals)
- 2016 – You Remain (feat. Ritual)
- 2016 – Melody (feat. Luke Pritchard)
- 2017 – More Mess (feat. Olly Murs e Coely)
- 2018 – Be Right Here (con i Stargate feat. Goldn)
- 2018 – Disco Night (con Throttle)
- 2019 – Paris
- 2020 – Dopamine (feat. Jhart)
- 2021 – Never Going Home
- 2021 – Regarde-moi
- 2021 – Lipstick
- 2022 – Clap Your Hands
- 2022 – People (con i Knocks)
- 2023 – Substitution (con Purple Disco Machine)
- 2023 – Shadows (con Carlita)
- 2023 – Changes (con Shadow Childs)
- 2024 – All Night Long (con David Guetta e Izzy Bizu)